# Michał Żurawnicki
Michał Żurawnicki herbu Korczak (zm. przed 15 grudnia 1581 roku) – podkomorzy łucki w 1576 roku.
Poseł województwa wołyńskiego na sejm 1572, sejm 1576/1577 roku, sejm 1578 roku.